# La Ventana, Tumbalá
La Ventana är en ort i Mexiko.   Den ligger i kommunen Tumbalá och delstaten Chiapas, i den sydöstra delen av landet, 800 km öster om huvudstaden Mexico City. La Ventana ligger 730 meter över havet och antalet invånare är 136.
Terrängen runt La Ventana är huvudsakligen kuperad, men åt sydost är den bergig. Runt La Ventana är det ganska tätbefolkat, med 56 invånare per kvadratkilometer. Närmaste större samhälle är Yajalón, 17,5 km sydväst om La Ventana. I omgivningarna runt La Ventana växer i huvudsak städsegrön lövskog.